# Magyar Kereskedelmi Közlöny Hírlap és Könyvkiadó Vállalat

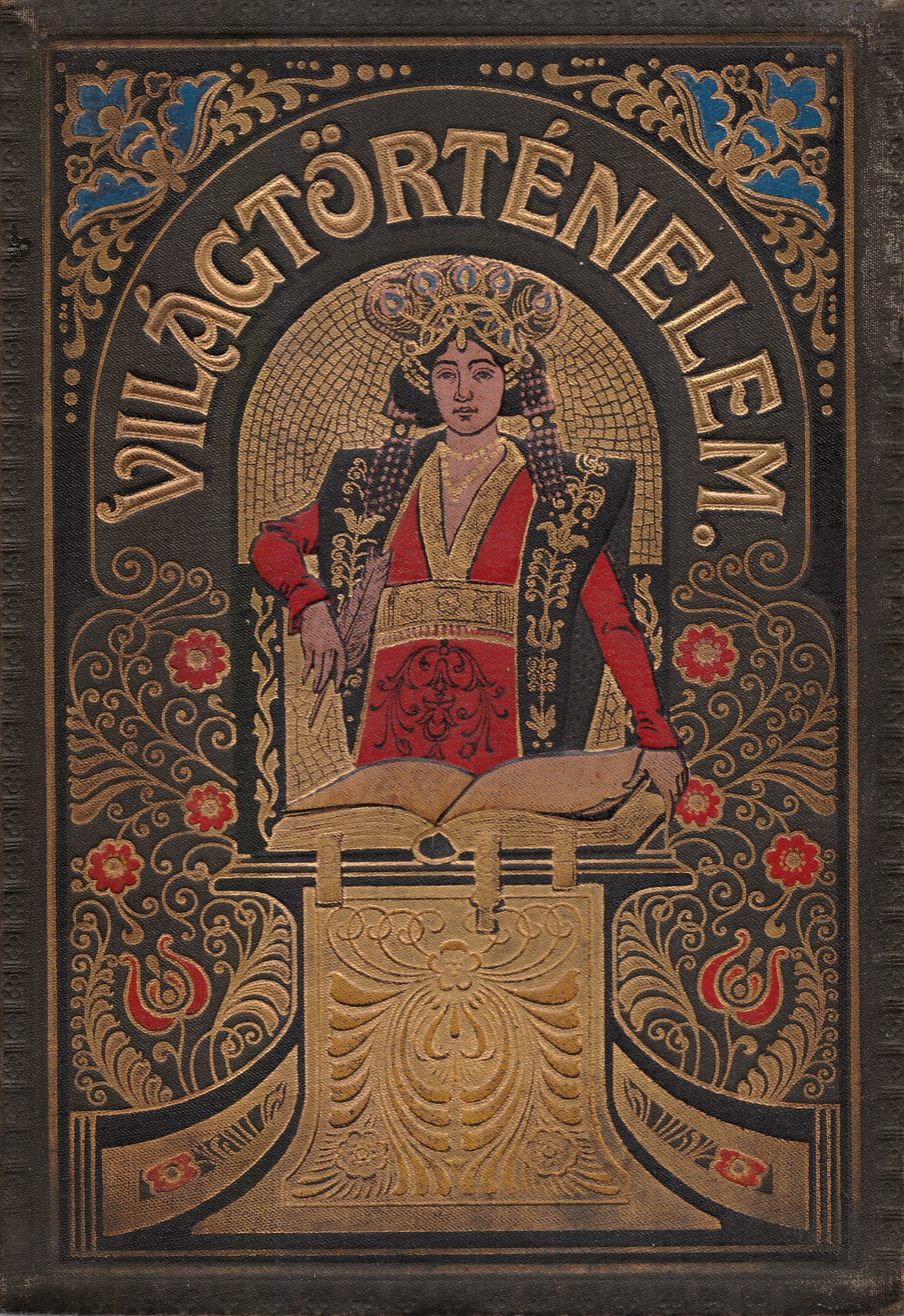
A Tolnai Világtörténelmének díszes borítója

A Magyar Kereskedelmi Közlöny Hírlap és Könyvkiadó Vállalat egy 20. század eleji magyar könyvkereskedő vállalat volt, 1912-től Tolnai Nyomda- és Könyvkiadó Vállalat néven működött 1948-as államosításáig.

## Jelentősége
A kiadó a korszak nagy magyar könyvkiadói (Athenaeum Irodalmi és Nyomdai Rt., Franklin Irodalmi és Nyomdai Rt., Lampel Róbert Császári és Királyi könyvkereskedése, Révai Testvérek Irodalmi Intézet Részvénytársaság, Singer és Wolfner Irodalmi Intézet Rt., Szent István Társulat) közé tartozott, és jelentős számú tankönyvet, mesekönyvet, irodalmi művet, díszmunkát jelentetett meg, többek közt:
- Tolnai Világtörténelme
- Tolnai Világlexikona
- Tolnai: A világháború története
- Sven Hedin: A rejtelmes India felé
- Verne Gyula munkái
- A Tolnai Világlapja ajándéka-sorozat